# Grandcamp, una sera
Grandcamp, una sera (Grandcamp, un soir) è un dipinto a olio su tela (65x81,5 cm) realizzato nel 1885 dal pittore Georges-Pierre Seurat.
Fa parte della collezione Whitney di New York.
Seurat realizza questo dipinto durante un viaggio a Grandcamp (Normandia) nell'estate del 1885.